# Weichholzaue

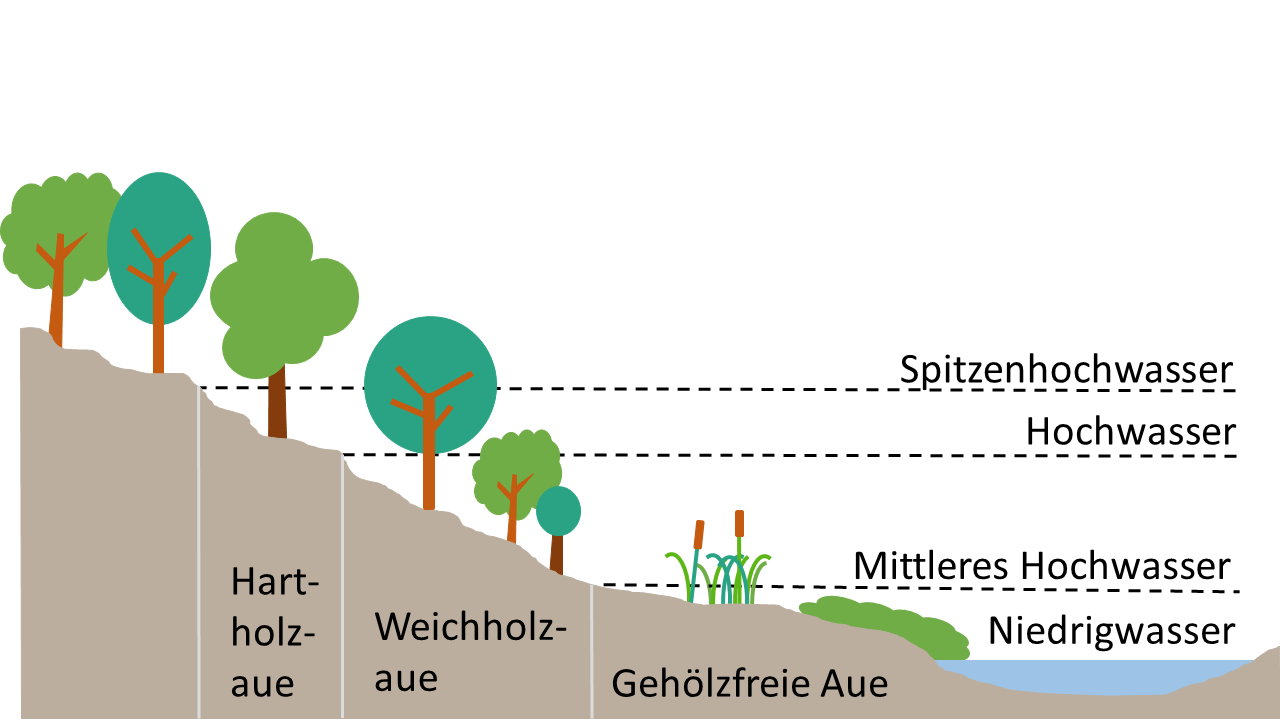
Schematische Darstellung der Zusammenhänge von Wasserstand und Auenwaldart.

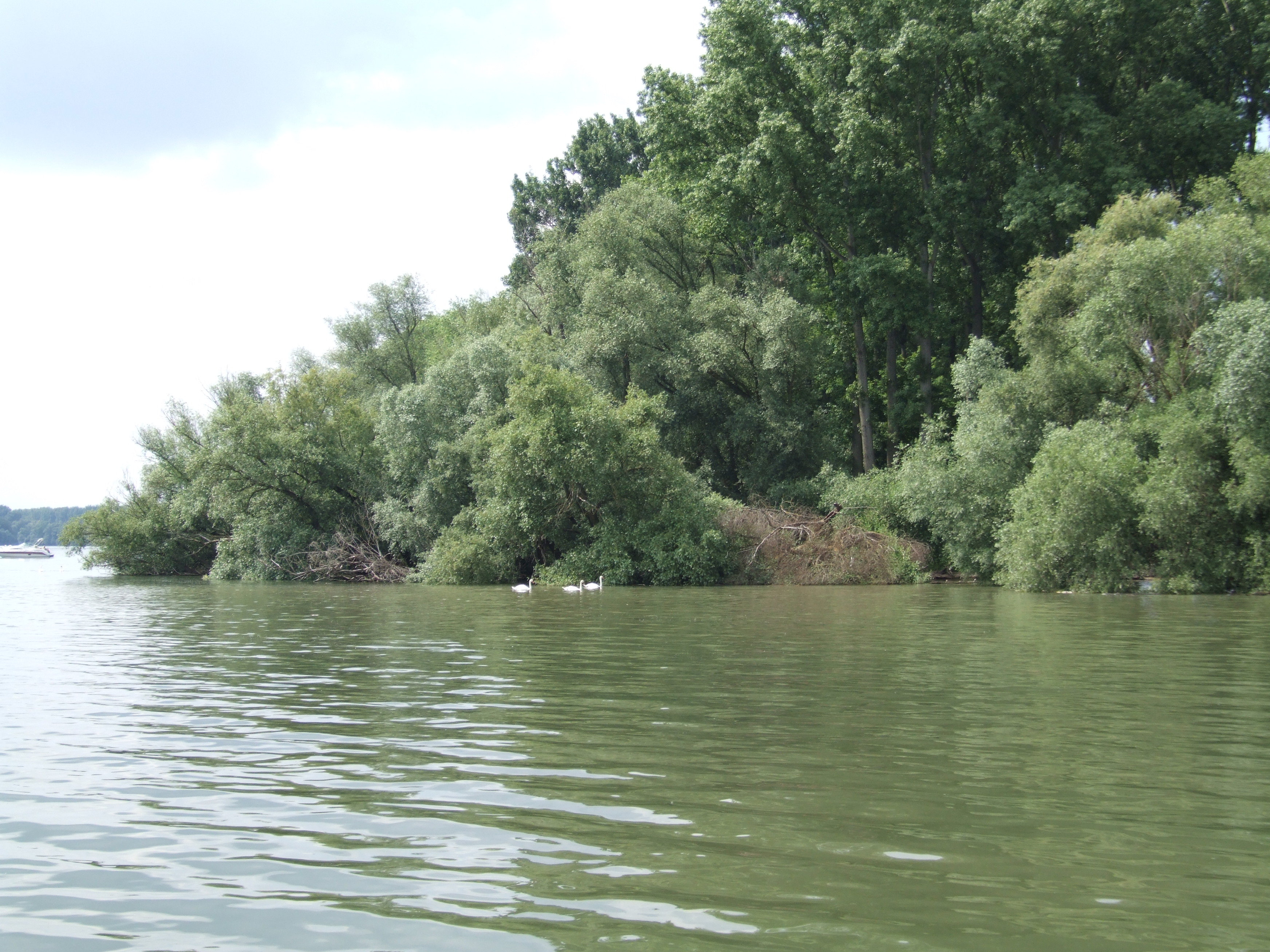
Weichholzaue der Insel Horn, Speyerer Auwald, zum Berghäuser Altrhein hin bei leichtem Sommerhochwasser

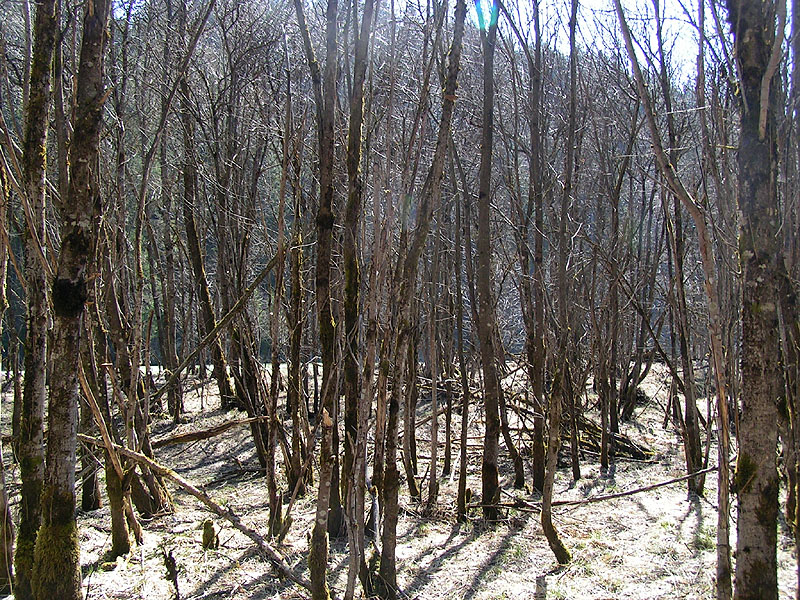
Reiner Grauerlenbestand in Weichholzaue am Lech (NSG Litzauer Schleife)

Eine Weichholzaue ist ein direkt an ein Flussufer grenzender, überwiegend aus Weichhölzern gebildeter Auwald, der häufig überschwemmt wird. Dort sind die Pflanzen regelmäßig mechanischen Belastungen durch Strömung und Eisgang ausgesetzt. In Mitteleuropa wird diese Waldform hauptsächlich von verschiedenen Weiden (z. B. Silber-Weide, Bruchweide), Schwarz-Erle und Schwarz-Pappel gebildet. Im pflanzensoziologischen System der Pflanzengesellschaften bilden die Weichholzauenwälder den Verband Salicion albae, benannt nach der Silber-Weide.
Der natürliche Anteil der Pappeln im Weichholz-Auenwald ist teilweise umstritten. Wahrscheinlich war der Anteil der Schwarzpappel in Süd- und Ostdeutschland höher. Möglicherweise fehlte die Art in Nordwestdeutschland ganz. Aufgrund der Überformungen durch den Menschen lässt sich diese Frage heute kaum noch klären. Aufforstungen mit Pappelarten sind heute in Auwäldern weit verbreitet und nehmen große Flächen ein. Dabei handelt es sich aber in der Regel um Hybridpappeln, die durch Bastardisierung der Schwarzpappel mit amerikanischen Pappelarten erzeugt worden sind. Diese sind wuchskräftiger als die Elternarten. Vor allem in den Auwäldern am Oberrhein wurden auch große Aufforstungen mit Weiß-Pappel durchgeführt. Diese Baumart ist im Mittelmeerraum auf entsprechenden Standorten verbreitet, aber in Mitteleuropa vermutlich nicht einheimisch. Die Krautschicht der Weichholzauenwälder ist wenig charakteristisch. Meist handelt es sich um weit verbreitete Waldbodenkräuter, gemischt mit Uferstauden. Aufgrund des durchlässigen Sand- oder Schotterbodens sind Weichholzauenwälder außerhalb der Überschwemmungszeiten nicht sehr bodennass. Aufgrund der ständigen Bodenumlagerungen durch Hochwässer sind Weichholzauwälder Rohboden-Standorte. Bodentyp ist ein Syrosem, in den Tälern der Alpenflüsse häufig ein Kalk-Roh-Auenboden oder Rambla.
In weniger häufig überschwemmten Bereichen grenzen Hartholzauen an.